# Leonhard Stock
Leonhard Stock (Zell am Ziller, 14 de marzo de 1958) es un deportista austríaco que compitió en esquí alpino; campeón olímpico en Lake Placid 1980.
Participó en tres Juegos Olímpicos de Invierno, entre los años 1976 y 1992, obteniendo una medalla de oro en Lake Placid 1980, en la prueba de descenso, y el cuarto lugar en Calgary 1988, en la misma prueba.
Ganó dos medallas en el Campeonato Mundial de Esquí Alpino de 1980, oro en el descenso y bronce en la prueba combinada. En la Copa del Mundo consiguió tres victorias y veinticinco podios en total.
Fue el abanderado de Austria en la ceremonia de apertura de los Juegos Olímpicos de Calgary 1988.
En 1996 recibió la Condecoración de Honor de Oro de la Orden al Mérito de la República de Austria.

## Palmarés internacional
| Juegos Olímpicos   | Juegos Olímpicos             | Juegos Olímpicos  | Juegos Olímpicos |
| Año                | Lugar                        | Medalla           | Prueba           |
| ------------------ | ---------------------------- | ----------------- | ---------------- |
| 1980               | Lake Placid (Estados Unidos) | Medalla de oro    | Descenso         |
| Campeonato Mundial |                              |                   |                  |
| Año                | Lugar                        | Medalla           | Prueba           |
| 1980               | Lake Placid (Estados Unidos) | Medalla de oro    | Descenso         |
| 1980               | Lake Placid (Estados Unidos) | Medalla de bronce | Combinada        |